# Свети Корентин (Кемпер)
Катедрала  „Св. Корентин“ (на френски: Cathédrale Saint-Corentin de Quimper) е римска католическа катедрала, намираща се в град Кемпер, Бретан, Франция. Църквата (наред с  катедралата „Сен Пол де Леон“ и катедрала в Трегие) е най-старият храм в готически стил на територията на Бретан. В нея се намира катедрата на епископа на Епархия Кепмер-Леон. Църквата е осветена в чест на свети Корентин. През 1862 г. е призната за паметник от национално значение за Франция.

## История
Строителството на храма започва през 1239 г. на мястото на древна църква в романски стил и продължава с прекъсвания в продължение на 200 г.. Църквата е напълно достроена в сегашния си вид в края на XV век. През 1287 г. храмът е осветен в чест на свети Корентин – един от 7-те свети основатели на Бретан. През 1424 г. е довършена фасадата на храма. Сводовете на нефа са завършени през 1493 г.
По време на Френската революция църквата е превърната в „храм на Разума“. След Конкордата на Светия Престол и Франция през 1801 г. храмът е върнат на Католическата църква.
През 1990 г. започва реставрация на храма, която е завършена в края на 2008 г.

## Галерия
- Портал
- Южен портал: портал „Нотр Дам“ и портал “Св. Корентин“
- Скулптурна група [1]
- Капела „Нотр Дам“
- Витраж на капелата
- Витраж на капелата
- Свети Ив с богаташ и бедняк (полихромни скулптури от 16 век)
- Изглед към катедралата.
- Площадът пред катедралата
- Фасада
- Интериор
- Гробът на св. Корентин
- Изглед към градините на катедралата
- Градини на катедралата